# Loučná
La Loučná est une rivière de la Tchéquie longue de 81 km, et un affluent en rive gauche de l'Elbe.